# بیل پاسکارل
بیل پاسکارل (به انگلیسی: Bill Pascrell) (۲۵ ژانویهٔ ۱۹۳۷ – ۲۱ اوت ۲۰۲۴) نمایندهٔ حوزه انتخابیه هشتم نیوجرسی از حزب دموکرات ایالات متحده آمریکا در مجلس نمایندگان ایالات متحده آمریکا بود که برای نخستین‌بار در ۱۳ ژانویه ۱۹۹۷ میلادی به‌عضویت این مجلس درآمد.

## بیماری و مرگ
در سال ۲۰۲۰، پاسکارل تحت عمل جراحی قلب قرار گرفت.
در ۱۴ ژوئیه ۲۰۲۴، پاسکارل در مرکز پزشکی منطقه‌ای سنت جوزف در پاترسون، به دلیل بیماری تنفسی تحت درمان قرار گرفت و مدتی را دربخش مراقبت‌های ویژه گذراند. او در ۷ اوت به یک مرکز توانبخشی منتقل شد، اما در ۱۱ اوت، دوباره در مرکز پزشکی کوپرمن بارناباس در لیوینگستون، نیوجرسی بستری شد. پاسکارل در ۲۱ اوت ۲۰۲۴ در سن ۸۷سالگی درگذشت. او دومین نماینده کنگره نیوجرسی در سال ۲۰۲۴ پس از دونالد پین جونیور  بود که در ۲۴ آوریل درگذشته بود.